# 特朗普勒陨击坑

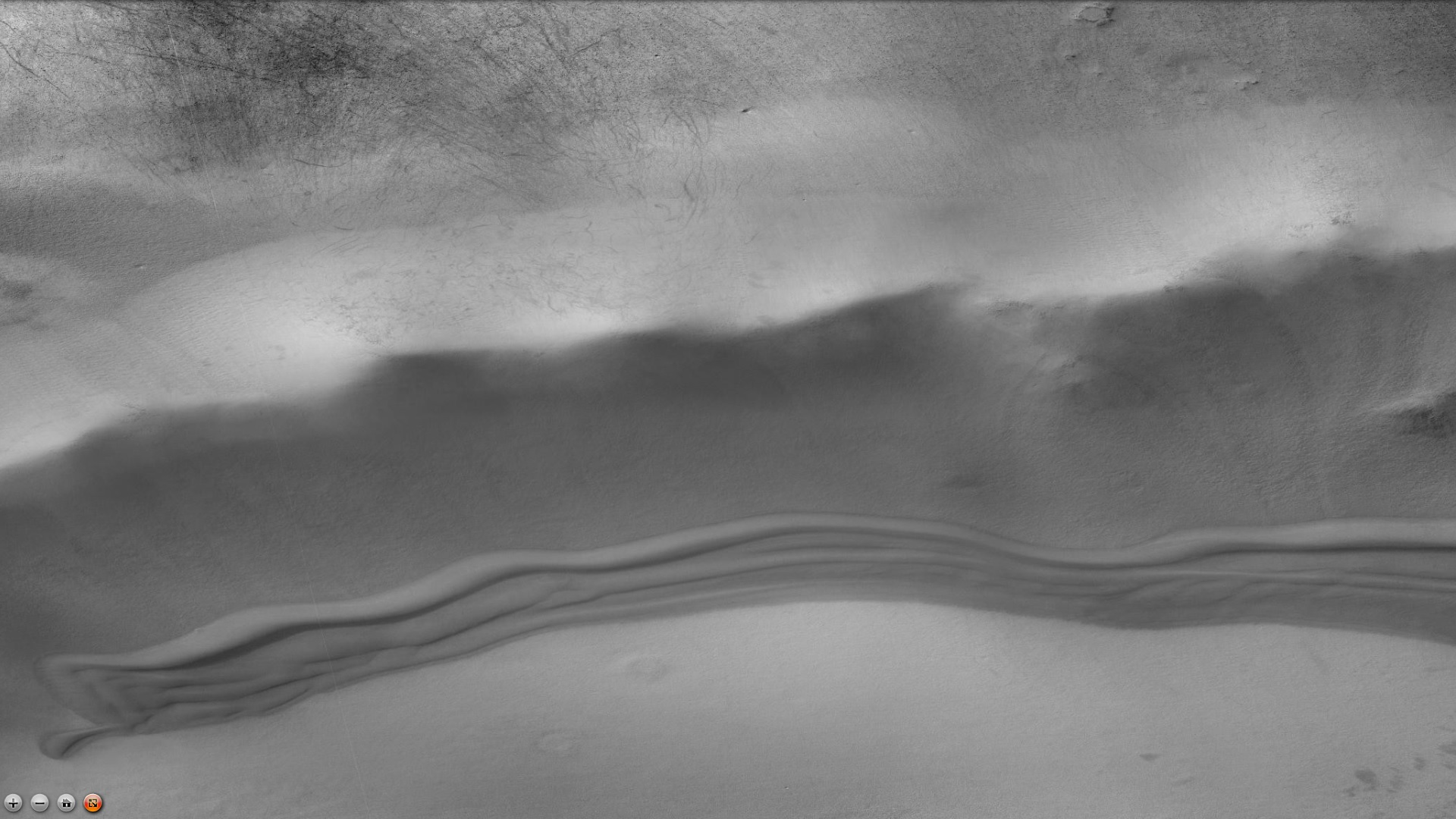
火星勘测轨道飞行器背景相机显示的沿特朗普勒陨击坑北侧坑壁（靠近图像顶部）分布的沙丘，在该照片中，沙丘没有像另一幅中的那样化霜。顶部附近的深色条纹是基勒陨击坑坑底表面上的尘暴痕迹。注：这是下一幅基勒陨击坑照片的放大版。

特朗普勒陨击坑（Trumpler）是火星法厄同区的一座撞击坑，其中心坐标位于南纬61.8度、西经61.8度处，直径78公里（48英里），该特征名取自瑞士裔美国天文学家罗伯特·朱利叶斯·特朗普勒（1866年-1956年），1973年被国际天文联合会行星系统命名工作组批准接受。

## 描述
下面的第一张照片显示了三座相近陨击坑之间的关系，基勒陨击坑位于特朗普勒陨石坑北面，在该陨坑形成后，后来的一次撞击产生出特朗普勒陨击坑，并在此过程中摧毁了基勒陨石坑的一部分。

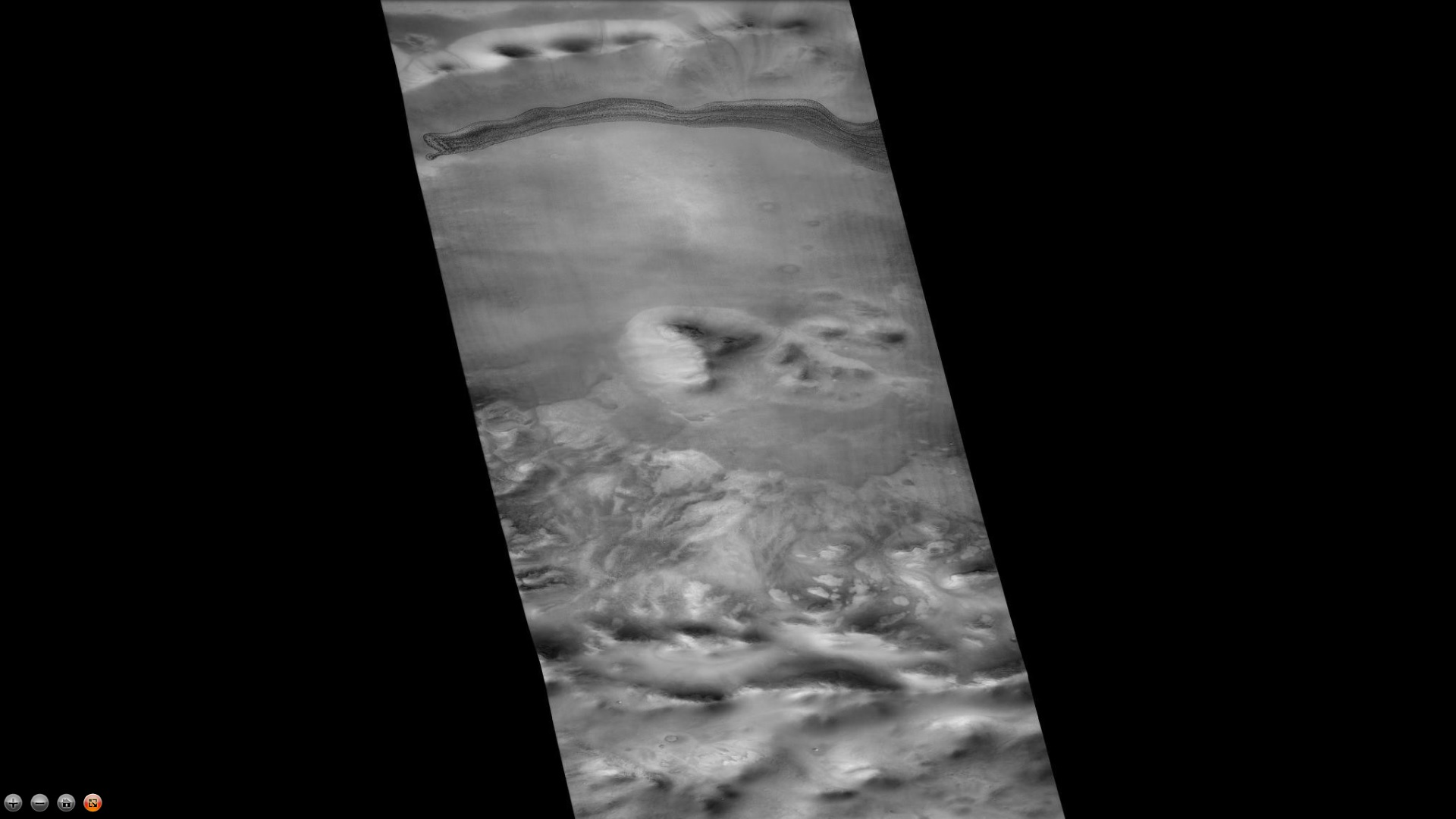
火星勘测轨道飞行器背景相机拍摄的特朗普勒陨击坑，照片顶部附近的深色条带是正在化霜的沙丘。
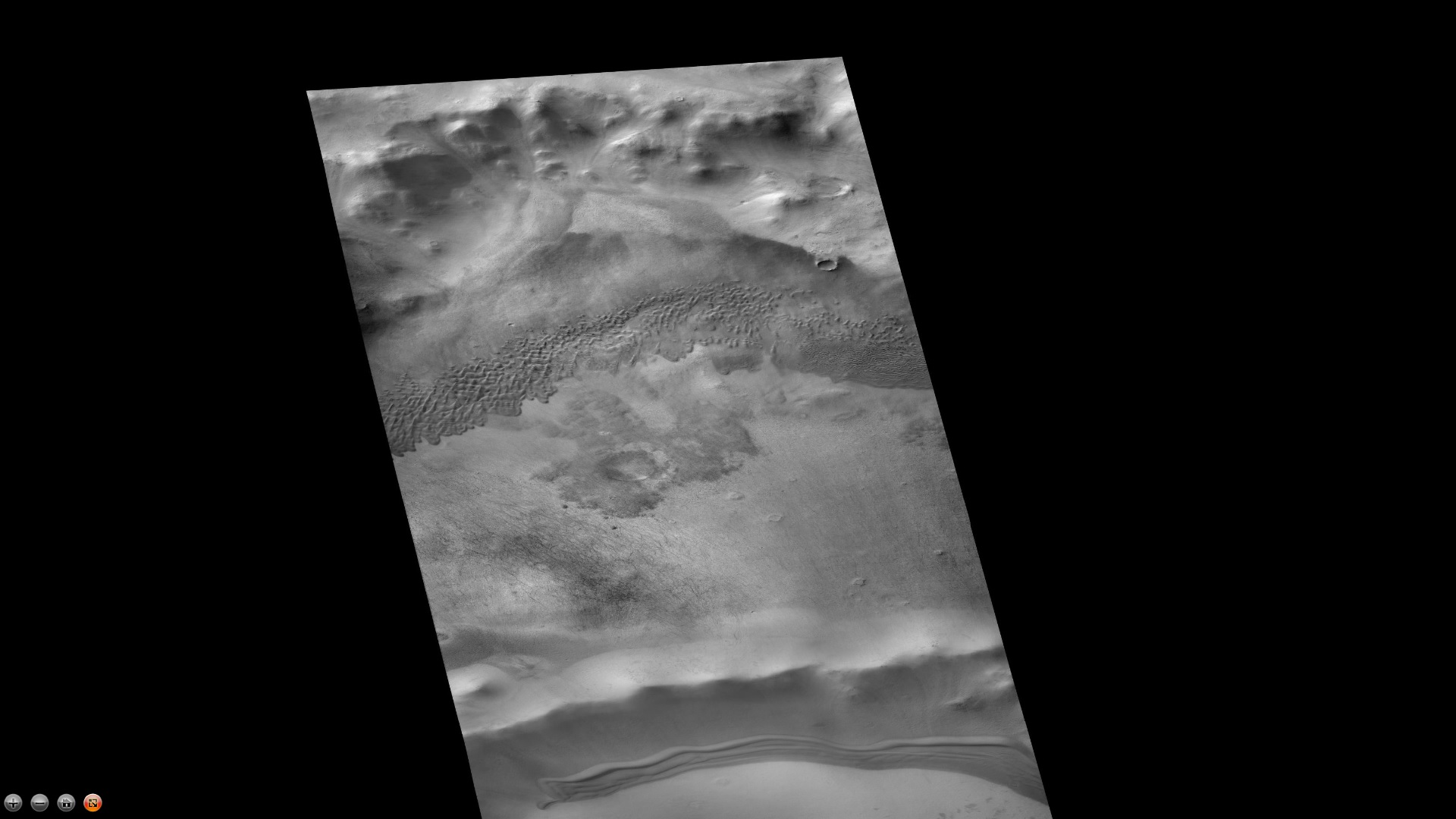
火星勘测轨道飞行器背景相机显示基勒陨击坑。

## 另请查看
- 火星气候
- 火星地质
- 火星撞击坑